# 極上!!めちゃモテ委員長 MMタウンでミラクルチェンジ!
『極上!!めちゃモテ委員長 MMタウンでミラクルチェンジ!』は、KONAMIが開発し、2009年12月10日に発売したニンテンドーDS用アドベンチャーゲームである。

## 概要
極上!!めちゃモテ委員長のDSゲーム第3弾である。武蔵野森山学園（以下MM学園と略記）やその周辺地域であるMMタウンを舞台として、主人公の北神未海が街で困っている人を助けるアドベンチャーゲームとなっている。助けた人の悩みのタイプに応じてMMタウンが変化していくという趣向が施されており、出来上がった自分だけのMMタウンを、ワイヤレス通信機能を用いて本作を持っている他者に見せることが可能となっている。
本作のゲーム導入部分は、主要登場人物（黄村千絵里、青山慎一郎）、主要舞台（アクセサリーショップ）、ファッションアイテムに関するエピソード（ピンキーリング）など、アニメ版第38話、第39話と設定を共有している部分がある。その他、本作の舞台設定はアニメオリジナルキャラクターである坂下マキが登場するなど、アニメ版をベースとしている。また、本作の発売から一定期間、『ちゃお』2010年1月号で東條が未海に送ったピンキーリングが抽選で当たるという販促イベントが用意されている。

## あらすじ
主人公の北神未海は、MM学園のめちゃモテ委員長。恋に悩んでいる人を「ミラクルチェンジ大作戦」で解決に導くために、学園内にめちゃモテ相談室を開いている。ある日のこと、2年1組の黄村千絵里から赤字に悩むアクセサリーショップ「ちえりー」の店長を依頼される。依頼者が同店の店員である青山慎一郎に恋をしていることを悟った未海は、依頼を受けて店内の改装をするほか、クリスマスのファッションショーを同店で開催、その結果、赤字からの脱出を果たした。
その噂はMMタウンの街中に広まり、MM学園の中だけでなく、様々な悩んでいる人の悩みを解決してあげることとなった。

## 登場キャラクター
登場キャラクターは、本作発売時点の極上!!めちゃモテ委員長アニメ版のキャラクター設定に準じたものとなっている。そのため、これらのキャラクター説明は漫画版およびアニメ版のキャラクター説明に譲ることとする。なお、キャラクター名の末尾に「*」マークが付与されているキャラクターは、声が割り当てられているキャラクターを示す。声はアニメ版と同じ声優が担当している。他、名前のつけられていないMM学園の生徒やMMタウンの住人が多数登場する。
北神未海 *
テモテモ *
東條潮 *
西崎青 *
南雲波人 *
城ヶ崎ルイ *
坂下リカ *
佐野杏樹 *
春井香穂 *
姫乃華恋 *
皇月セイン *
星野姫香 *
坂下マキ *
黄村千絵里
青山慎一郎

## ゲームシステム
本作の大まかな流れは、MM学園あるいはMMタウンで困っている人の相談を受けて、その相談に適切なアドバイスを行うことで、悩みを解決していくというものである。悩みを解決することで、相談者から各種コーディネイトアイテムを入手することが可能となっており、その入手数は後述の自室パートに表示される。また、解決した悩みの種類、解決における相談者の評価などによってMMタウンは変化していき、その変化はTV局のリポーターによって行われる、MMタウンを紹介するTV番組という形で示されることになる。

### 操作
本作においては、操作はすべてタッチスクリーンへのタッチ操作やスライド操作で行われ、スタートメニュー画面を含。Rボタンで町のカメラを切り替える、その他のボタンは一切使用しない。操作に関するその他の詳細は、個別に説明する。

### お悩み相談
本作において、相談を受ける方法は2種類ある。一つは、MM学園内に設置された「めちゃモテ相談室」の机の前で相談者を待つという方法。これで解決した相談は「めちゃモテ相談室お悩み解決」数にカウントされる。もう一つは、MM学園やMMタウンを歩き回り、悩みを抱えた人に話しかけるという方法。これで解決した相談は「街の人のお悩み解決」数にカウントされる。
「めちゃモテ相談室」に訪れる相談者は、1日あたり最大3人に限られる。それ以外はMM学園内あるいはMMタウン内を歩き回って相談者を見つけ出す必要がある。悩みを抱えている人は、悩みを意味する吹き出しが頭の上に表示されることで示される。また、MMタウンを歩き回ることには相談者を探す以外に、ゴミ掃除やスタンプラリー（それぞれ後述）などのような要素も兼ね備えている。
このパートにおいては、「めちゃモテ相談室」の机に向かう、MM学園内を歩き回る、MMタウン内を歩き回る、といったキャラクタの移動を主体とした行動選択パートとなっており、タッチスクリーンへのタッチを行っている間、タッチ場所目掛けて主人公が歩くあるいは走るという操作系となっている。MM学園やMMタウンを歩き回って遭遇した相談者の相談を受ける際は、相談者に接近すると表示される吹き出しマークをタッチするという操作となっている。
- MM学園周辺
  - めちゃモテ相談室（MM学園内）
  - カフェ ドルチェ
  - アクセサリーショップ Cherry（元ちえりー）
- ギフトモール
  - ブティック MM☆STAR
  - ヘアサロン ミラクルチェンジ
  - やおや ねりうま青果店
- オアシスパーク
  - びじゅつかん MMミュージアム
  - どうぞう 恋の天使
  - スイーツ リトル☆ワゴン
- MMランド
  - TVきょく MMタワー
  - イベントひろば MMステージ
  - かんらんしゃ MMクロック
  - えいがかん パラダイスシネマ
- サンサンビーチ
  - アイス フォーエバークール
  - うみのいえ わかめ荘

### お悩み解決
本作のメインとなるパートで、相談者の相談を受け、解決に導くパートである。お悩み相談の種類、お悩み解決の種類、お悩み解決への相談者の評価、などの要素がある。
お悩み相談には「恋愛」「ともだち」「健康」「勉強・仕事」の4種類が存在し、悩みを意味する吹き出しの色によって判断することが可能となっている。解決した悩みの種類に応じて街が変化していくという趣向が施されている。
お悩み解決の種類には「ファッションコーディネイト」「店内コーディネイト」「モテワクワード」の3種類が存在し、種類によって相談者の評価方法が変わってくる。
相談者の評価は「Perfect」「Excellent」「Good」の3種類が存在し、評価によって街の変化度合いに影響を与える。

#### ファッションコーディネイト
恋愛に関する相談のお悩み解決としてよく出現する。
- 個別のコーディネイト
  - 「洋服」「アクセサリ」「ヘアスタイル」のコーディネイト
  - 「コスメ」のコーディネイト
  - 「ネイル」のコーディネイト
- トータルコーディネイト

これらはいずれも、4種類の系列「ラブリー系」「キュート系」「元気系」「アネ系」に分けられる。相談も「ラブリーなパンプスでラブリーモテ子に変身したい」といったように系列を意識したものとなっており、お悩み解決の回答も系列を意識して行うことになる。
上記のうち、「洋服」「アクセサリ」「ヘアスタイル」のコーディネイト、トータルコーディネイトには、以下のように多彩なコーディネイトアイテムが用意されている。
- ヘアスタイル
  - ショート
  - セミロング
  - ロング
  - ハーフアップ
  - テールアレンジ
  - おだんごアレンジ
  - みつあみアレンジ
- トップス
  - はんそで
  - キャミソール
  - ながそで
  - アウター（パーカー、ジャケット、ジャケワンピなど）
  - ワンピース
  - チュニック
  - その他（トラッドなど）
- ボトムス
  - ミニスカート
  - ミディアムスカート
  - ロングスカート
  - ショートパンツ
  - ミディアムパンツ
  - ロングパンツ
  - レギンス
- シューズ
  - サンダル
  - スニーカー
  - ショートブーツ
  - ロングブーツ
  - パンプス
  - その他（バレエシューズなど）
- ヘアアクセ
  - ヘアゴム
  - カチューシャ
  - リボン
  - ぼうし
  - その他（コサージュ、サンバイザーなど）
- イヤリング
  - スウィングイヤリング
  - ポイントイヤリング
  - モチーフイヤリング
  - ストーンイヤリング
- ネックレス
  - プリンセスネックレス
  - ロングネックレス
  - その他
- ブレスレット
  - モチーフバングル
  - バングル
  - その他（シュシュなど）

「洋服」「アクセサリ」「ヘアスタイル」のコーディネイトは、手持ちのアイテムから相談者の希望に沿ったアイテムを選択する操作でお悩み解決を行うというものである。但し、ゲームプレイ初期においてはアイテムが充分に集まっていないため、相談者の希望に完全に一致するアイテムを持っているとは限らない。その場合は手持ちのアイテムの中で最も相談者の希望に近いアイテムを選ぶことになる。例えば「ラブリーなパンプスでラブリーモテ子に変身したい」相談者に対して、クラシックパンプス（ラブリー系パンプスの1つ）を選択すれば最高評価が得られるが、ラブリー系パンプスを持っていない場合は手持ちのアイテムの中からラブリー系あるいはパンプスを選択することになる。このように、ゲーム初期にファッションアイテム類の選択が制限される点については、後述のネイルコーディネイトにおいても同様である。
「コスメ」のコーディネイトは、ファンデーション、アイシャドウ、チーク、カラーコンタクト、リップを選択する操作でお悩み解決を行うというものである。いずれも6種類の色から選択することになる。
「ネイル」のコーディネイトは、ネイルカラー、ネイルパターン、パターンカラー、ネイルシールを選択する操作でお悩み解決を行うというものである。カラーとネイルシールはゲーム初期より一通り揃っているが、ネイルパターンはゲーム初期においては揃っておらず、選択が制限される。なお、ネイルパターン以外は色あるいはパターン選択のみであるが、ネイルシールは色と大きさの選択に加え、スライド操作によって最大10枚のシールの配置を自由に行うことが可能となっている。
トータルコーディネイトは前記のコーディネイトを全て行うというものである。

#### 店内コーディネイト
壁紙、床、アイテム（2種類）を選択して相談者の希望に沿った店内コーディネイトを行うというものである。店内コーディネイトで高評価を得ると、翌日のTVで今話題の人気店としてリポートされることになる。

#### モテワクワード
恋愛以外に関する相談のお悩み解決としてよく出現する。
相談が表示されたのち、相談の回答となる虫食い文章が表示される。3箇所の虫を食った部分に当てはまる言葉を、スライド操作で画面下部に表示される言葉から選択するというゲームである。ミスなく言葉を埋めれば最高評価、ミスする度に評価が下がる。

### コーディネイトアイテムの充実
お悩み解決の後、相談者からコーディネイトアイテムを貰うことになる。これによって、ゲーム初期には数少ない選択のみであったコーディネイトアイテムを充実させることが可能となっている。
MMタウンを歩き回る際、随所にゴミが落ちている。ゴミを回収してリサイクルセンターに届けることで、コーディネイトアイテムを入手することが可能である。
他にも、スタンプラリー、スクラッチくじなどの方法でもコーディネイトアイテムを入手することが可能となっている。

### MMタウンの変化
お悩み解決の結果、お悩み相談の種類（「恋愛」「ともだち」「健康」「勉強・仕事」）、評価（「Perfect」「Excellent」「Good」）などの要素により、街が変化していくこととなる。また、店内コーディネイトにおいて「Perfect」評価を得ると、その店は以降のTV番組内で「今人気のアノ店」として紹介されるようになる。ほか、コーディネイトにおいて同じコーディネイトアイテムを繰り替えして使用すると、MMタウンの流行アイテムとして扱われ、同じくTVで紹介されるようになる。
MMタウンを紹介するTV番組のリポーターにはプレイヤーが自由に名前をつけることができ、TV番組は本作を持っている他のプレイヤーとワイヤレス通信機能を用いて転送することが可能となっている。

### 自室パート
上記のようなお悩み相談、お悩み解決を繰り返していくこととなるが、活動時期は放課後に限られており、日没までとなっている。日没の時間帯になると強制的に自室に戻る演出となっている。
自室では、寝る（翌日に移る）、ロード、セーブなどのシステム操作が行えるほか、トータルコーディネイトの練習メニューが設けられている。また、MMタウンの変化状況を確認するTV番組は自宅パートのメニューから呼び出すようになっている。

## 音楽
本作のオープニングテーマソングは、アニメ版第26話以降のオープニングテーマソングとして採用されている「大好きになれっ!」が用いられている。